# Lars Levi Læstadius

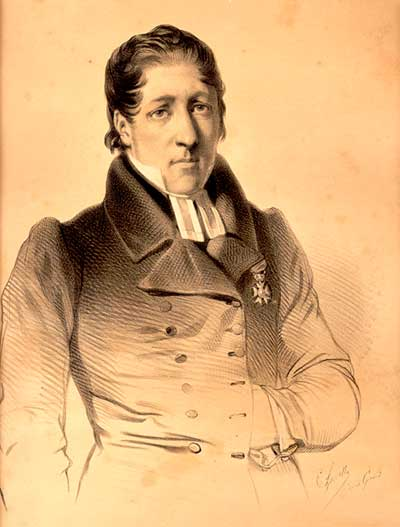
Lars Levi Læstadius

Lars Levi Læstadius (* 10. Januar 1800 in Jäkkvik; † 21. Februar 1861 in Pajala) war ein schwedischer Botaniker, evangelisch-lutherischer Pfarrer und Erweckungsprediger in Lappland. Er gilt als „Apostel der Samen“. Sein offizielles botanisches Autorenkürzel lautet „Laest.“

## Leben und Wirken
Læstadius kam als Sohn eines Schweden und einer Samin zu Welt und ging 1820 nach Uppsala, um dort Theologie und Botanik zu studieren. Er unternahm botanische Reisen und gab mehrere Schriften über die Pflanzenwelt Lapplands heraus. 1825 wurde Læstadius Pfarrer in Karesuando (Schwedisch Lappland). Er setzte auch hier seine botanischen Studien fort und machte einige Neuentdeckungen. Als Botaniker nahm er 1838 an der La Recherche-Expedition teil, in den Veröffentlichungen zur Expedition schrieb er über die Fragmente der Mythologie der Samen. Diese Aufzeichnungen gelten als verschollen. Er galt damals als der größte Kenner der arktischen Flora.
Als Pfarrer predigte er zunächst vor allem gegen den Alkoholmissbrauch, der zu dieser Zeit unter der samischen Bevölkerung aufgrund der kulturellen Entwurzelung durch die schwedische Herrschaft besonders verbreitet war. Im Jahre 1844 erlebte er, inspiriert durch die Begegnung mit dem  Samenmädchen Milla Clementsdotter, der „Maria von Lappland“, sein Bekehrungserlebnis. Dabei fühlte er sich von Gott berufen, den Samen lebendiges Christentum zu bringen. Ein Jahr später setzte die pietistische Erweckungsbewegung ein, die lange Zeit das religiöse und auch das kulturelle Leben der gesamten Nordkalotte prägen sollte. Die laestadianische Bewegung erlangte gerade innerhalb der samischen Bevölkerung besondere Bedeutung, da Laestadius sowohl auf Samisch als auch auf Finnisch predigte. Seine Predigten waren sehr gefühlsbetont und äußerst beliebt. Sie versetzten die Gemeinde in regelrechte Ekstasen, in denen sich die Gemeindemitglieder gegenseitig die Sünden vergaben. Damit traf er genau die Gesinnung des samischen Volkes, dessen christliches Bekenntnis auch nach über 200 Jahren der Bekehrung noch viele animistische Züge trug. Allerdings war es Læstadius’ Bestreben, den Samen ein besonders reines Christentum von höchster Moral zu predigen, so dass er traditionelle religiöse Elemente wie das Singen der Joiks ächtete.
1849 wurde er Propst in Pajala. Aus seiner Anhängerschaft entstand eine religiöse Erweckungsbewegung, der Laestadianismus, der noch heute auf der gesamten Nordkalotte weit verbreitet ist.
1852 kam es in Kautokeino zu blutigen Ausschreitungen von Læstadianern, der sog. „Kautokeino-Rebellion“. Die Schuld an diesem Ereignis wurde damals von vielen Menschen Læstadius angelastet, obwohl andere Beweggründe vorlagen.

## Botanische Dedikationsnamen
Nach Læstadius wurden die folgenden Pflanzenarten benannt:
- Salix laestadiana Hartm.
- Carex laestadii Holmberg
- Papaver laestadianum (Nordh.) Nordh.
- Arnica alpina laest.

Auch die Pflanzengattung Laestadia Kunth ex Less. aus der Familie der Korbblütler (Asteraceae) ist nach ihm benannt.

## Kirchlicher Gedenktag
- 21. Februar im Evangelischen Namenkalender.[4]